# Disappearing Act (Beverly Hills, 90210)
Disappearing Act is de vierde aflevering van het zevende seizoen van het tienerdrama Beverly Hills, 90210, die voor het eerst werd uitgezonden op 11 september 1996.

## Verhaal
Mel maakt zich zorgen over David die nu wil stoppen met zijn studie en zijn aandacht wil vestigen op het maken van videoclips. Hij eist van David dat hij doorgaat met zijn studie anders trekt hij zijn financiële steun in. Dus hij liegt nu zijn vader voor dat hij niet zal stoppen met zijn studie, Donna ligt Mel in met het feit dat David wel gestopt is. Dit maakt Mel boos en gaat meteen naar David en vertelt hem dat hij stopt met geld geven zolang hij niet naar school gaat. David gaat nu wanhopig op zoek naar werk om toch aan geld te komen.
Mark heeft Brandon zo gek gekregen dat hij gaat werken op het tv-station van C.U. Als hoofd van de nieuwsredactie. Beide zijn nu op zoek naar een nieuwslezeres en dat gaat niet helemaal soepel. Totdat er een mooie jongedame de redactie oploopt met de vraag of ze nog iemand zoeken. De screentest gaat goed en ze wordt aangenomen maar als ze op het punt staan om live uit te zenden slaat ze dicht. Om dit probleem op te lossen nemen ze Tracy mee naar een café om wat alcohol te geven zodat ze wat losser wordt, maar ze neemt te veel en wordt dronken. Ze nemen haar mee terug naar de televisiestudio en geven haar veel sterke koffie. Uiteindelijk gaan ze uitzenden en wonderbaarlijk gaat het uitstekend.
Valerie en Kenny krijgen steeds meer een intieme relatie. Als Valerie vraagt naar de voortgang van zijn scheiding krijgt ze elke keer een ontwijkend antwoord dat hij zeker zal scheiden maar dat zij geduld moet hebben.
Jimmy heeft een hobby, goochelen, en wil daarmee een optreden verzorgen. Kelly vraagt al haar vrienden om te komen kijken en iedereen zal er zijn. Steve heeft het ziet zo op om iemand te ontmoeten die ongeneeslijk ziek is. Als Kelly bij Jimmy is zijn ze bezig om het eten te bereiden en dan snijdt Jimmy per ongeluk zichzelf, en bij het helpen om het te verbinden komt Kelly in aanraking met zijn bloed. Dit brengt Kelly in paniek en gaat snel naar huis om haar handen goed te wassen. Ze maakt zich zorgen en bezoekt haar arts om zichzelf te laten testen. De test komt negatief terug maar ze moet over een paar maanden weer een test doen voor de zekerheid. Dit bekoelt even de vriendschap tussen Kelly en Jimmy. Maar Kelly gaat wel naar de show en daarna is de vriendschap weer hersteld.

## Rolverdeling
- Jason Priestley - Brandon Walsh
- Jennie Garth - Kelly Taylor
- Ian Ziering - Steve Sanders
- Brian Austin Green - David Silver
- Tori Spelling - Donna Martin
- Tiffani Thiessen - Valerie Malone
- Joe E. Tata - Nat Bussichio
- Kathleen Robertson - Clare Arnold
- Matthew Laurance - Mel Silver
- Dalton James - Mark Reese
- Jill Novick - Tracy Gaylian
- Joseph Gian - Kenny Bannerman
- Michael Stoyanov - Jimmy Gold